# La Géode
La Geode é uma cúpula geodésica espelho-acabado que mantém um teatro Omnimax no Parc de la Villette na Cité des Sciences et de l'Industrie (Cidade das Ciências e da Indústria), no 19º arrondissement de Paris, França.
As mais próximas estações do metro de Paris para La Géode são Corentin Cariou, na Linha 7 e Porte de Pantin, na Linha 5.

## Estrutura
La Géode foi projetado pelo arquiteto Adrien Fainsilber e engenheiro Gérard Chamayou. A cúpula geodésica com 36 m (0 ft) de diâmetro, é  composto por 6.433 kg polido [aço inoxidável []] triângulos diferentes entre vários grupos de 10 (contrariamente ao que se diz sobre serem equiláteros) que formam a  esfera ,  que refletem o céu. Ele fica em uma base de concreto armado, que é ligado a Cité des Sciences et de l'Industrie, o maior museu de ciência na Europa. La Géode inaugurado oficialmente em 06 de maio de 1985 Depois de um local semelhante localizado em La Défense foi fechado em 2001, La Géode tornou-se o único edifício esférico no . Île-de-França região da França. Custou 130 milhões de francos franceses para construir 
Antes de o nome de "Géode" foi selecionado, foram propostos outros nomes, incluindo sugestões humorísticos como "Bouboule", "Irma", "Minouchette", "Double Zéro", e "Zézette".

## Teatro
Os filmes são projetados em IMAX formato em uma tela hemisférica gigante que cobre 1000m². O auditório está equipado com um sistema de som de 12 pontos, com quatro grandes subwoofer s que oferecem 210.000 watt s em som surround desenhado por  Cabasse. Os filmes IMAX, apresentados em  alta definição. E Géode 3D-relevo, a ciência característica, natureza e documentários de viagem, curtas-metragens e longas-metragens, e alta definição temas animados. Ele também apresenta concertos de satélite, incluindo transmissões ao vivo do Metropolitan Opera a partir de Nova Iorque.